# バービー・ザ・アルバム
『バービー・ザ・アルバム』（Barbie: The Album）は、グレタ・ガーウィグ監督の2023年の映画『バービー』のサウンドトラック・アルバムである。アルバムは映画の北米劇場公開と同日の2023年7月21日にアトランティック・レコードより発売された。アルバムからは「ダンス・ザ・ナイト」、「バービー・ワールド」、「スピード・ドライヴ」、「ホワット・ワズ・アイ・メイド・フォー?」、「チューズ・ユア・ファイター」の5枚のシングルがカットされた。アルバムはオーストラリア、カナダ、オランダ、ニュージーランドのチャートでは初登場1位を記録した。

## 背景
2023年5月25日、『ローリング・ストーン』誌は『バービー』のサウンドトラックをマーク・ロンソンがプロデュースし、エイバ・マックス、チャーリー・XCX、ドミニク・ファイク、FIFTY FIFTY、ゲイル、ハイム、アイス・スパイス、カーリー、カロルG、カリード、ザ・キッド・ラロイ、リゾ、ニッキー・ミナージュ、ピンクパンサレス、テーム・インパラ、そして出演者のデュア・リパとライアン・ゴズリングによる楽曲が収録され、さらに後日にはサプライズ・アーティストが明らかになると報じた。同日夜にサウンドトラックのトラックリストの一部が公開された。
2023年7月6日、ビリー・アイリッシュがサウンドトラックの最初のサプライズ・アーティストとして発表された。アイリッシュがアルバムに参加することはこの1週間前に自身のInstagramにネオンピンクのバービーのサインを投稿したことから推測されていた。2023年7月10日、サム・スミスがサウンドトラックの2人目のサプライズ・アーティストとして発表された。

## 製作
『バービー』のプロジェクトに参加する以前にプロデューサーのマーク・ロンソンは友人である音楽監修者のジョージ・ドラコリアスから「バービー?」とだけ書かれたテキスト・メッセージを受け取った。バービーのリハーサルを2週間後に控える時点で監督のグレタ・ガーウィグは高度に振り付けされたダンス・ナンバーの基となるディスコ曲を必要としていた。彼女はアンドレア・トゥルー・コネクションや『ザナドゥ』の曲を含む「ギルティ・プレジャー・ミュージック」や「ペロトン・ポップ」をサウンドトラック用に構想していたプレイリストとしてロンソンに送った。ロンソンと協力者のアンドリュー・ワイアットはガーウィグが気に入るバックトラックを作り、キャストのダンスのリハーサルに使用した。この曲は後にデュア・リパの「ダンス・ザ・ナイト」となった。
1年以上かけてロンソンにはガーウィグの『バービー』に対するビジョンにマッチするサウンドトラックを整理する任務が課せられた。ガーウィグとロンソンはサウンドトラックに参加して欲しいアーティストの「ウィッシュリスト」を作成し、ポストプロダクションで映画が編集されている間にこれらのアーティストたちに映画の一場面を見せた。ロンソンは「皆その場面を見て、1週間か2週間後には戻ってきて、そして私たちがやろうとしていたことの核心を正確に掴んだんだ」と語った。
2022年4月、アクアのマネージャーのウルリッヒ・モラー＝ヨルゲンセンは、バンドの1997年のヒット曲「愛しのバービー・ガール」は映画のサウンドトラックには収録されないと明言した。しかしながらバービーを演じる女優のマーゴット・ロビーはこの曲を映画に入れて欲しいとガーウィグに嘆願したと報じられており、ガーウィグは「クールなやり方」でこの曲を取り入れるとロビーに確約した。その後、ニッキー・ミナージュとアイス・スパイスとともにサウンドトラック用にこの曲のリミックス版「バービー・ワールド」を歌うこととなった。アクアはこの曲の共作者であり、パフォーマーとしてもクレジットされている。

## 発売
『バービー・ザ・アルバム』は2023年7月21日に発売された。サウンドトラックの公式ウェブサイトで提供されたレコードとカセットテープ版のいくつかのバリエーションに加え、アルバムはターゲット、ウォルマート、バーンズ・アンド・ノーブル、Amazon、ホット・トピック、アーバン・アウトフィッターズの限定カラーとデザインも発売された。サウンドトラックの発売に先立って7月18日にアメリカ合衆国、ラテンアメリカ、ヨーロッパの一部レコード店での試聴会が開催された。

### シングル

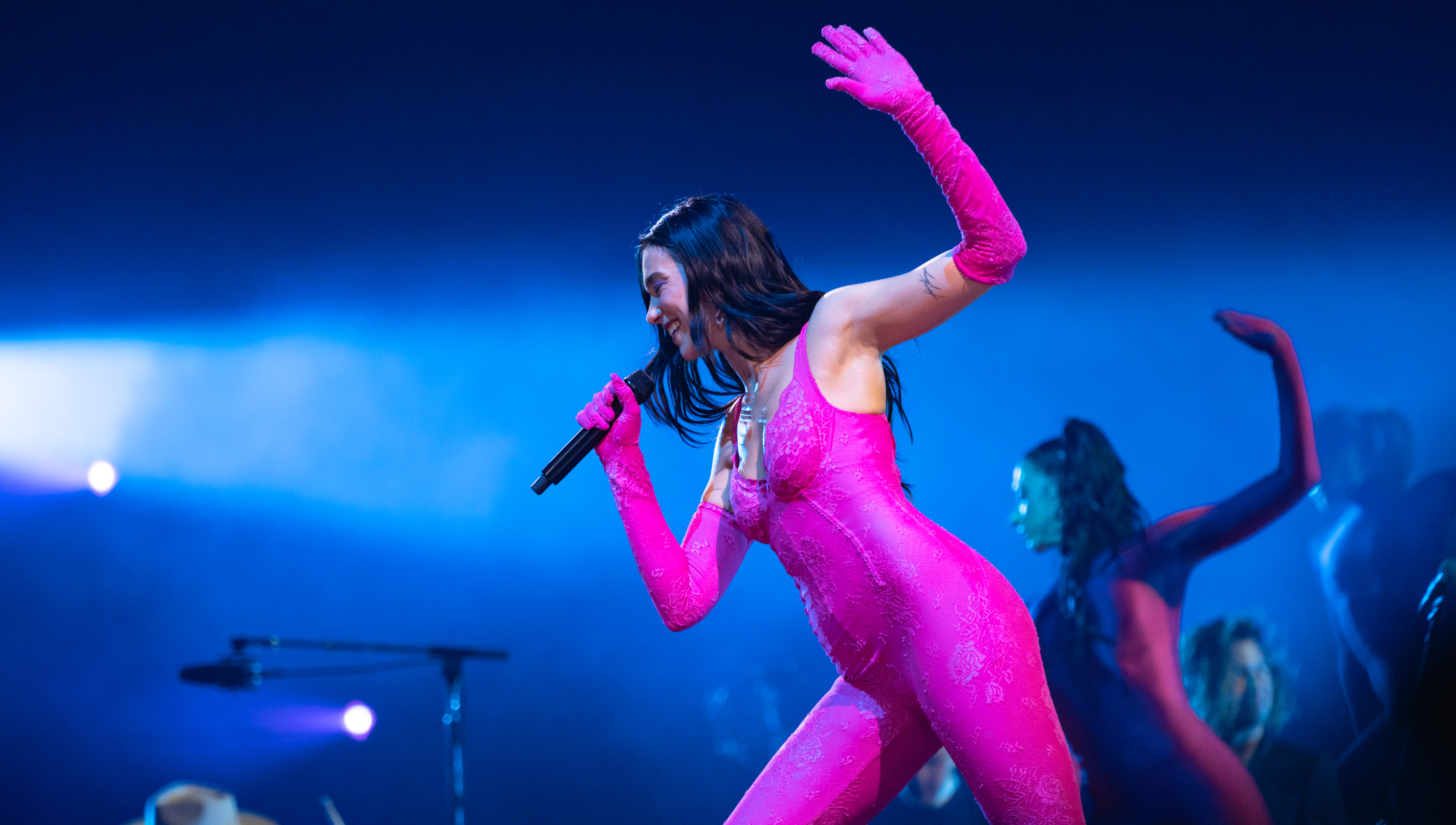
サウンドトラックの1枚目のシングル「ダンス・ザ・ナイト」を歌ったデュア・リパ

2023年5月22日、イギリス系アルバニア人歌手のデュア・リパは自身のシングル「ダンス・ザ・ナイト」が5月26日金曜の午前0時（英国夏時間）に公開されると発表された。ミュージック・ビデオも同日に公開され、ガーウィグがカメオ出演した。ロンソンは2022年に「60人で踊る巨大なダンスナンバー」のサウンドトラックを共作して曲を歌って欲しいと頼んだリパ宛てのInstagramのダイレクト・メッセージを公開した。この曲が後に「ダンス・ザ・ナイト」となった。「ダンス・ザ・ナイト」は全英シングルチャートで4位、米国のBillboard Hot 100で10位となった。
翌週の6月2日にコロンビア人歌手のカロルGがサウンドトラックの最初のプロモーショナル・シングルの「ワタティ」を公開した。『ローリング・ストーン』誌はカロルGが『サタデー・ナイト・ライブ』に出演した2023年4月15日に映画の一場面を見るためにロンソンのスタジオを訪れていたと報じた。このシングルのミュージック・ビデオは6月15日に公開された。サウンドトラックの2枚目のプロモーショナル・シングルとしてイギリス人歌手のピンクパンサレスによる「エンジェル」が1週間後の6月9日に公開された。
6月10日、トリニダードのラッパーのニッキー・ミナージュとアメリカ合衆国のラッパーのアイス・スパイスがシングル「バービー・ワールド」を6月23日に公開すると発表した。サウンドトラックの2枚目のシングルであるこの曲はこの2人のラッパーにより歌われており、デンマークのバンドのアクアの1997年の曲「愛しのバービー・ガール」をリミックスしてサンプリングしたものであり、バンドはパフォーマーとしてもクレジットされている。ミナージュとアイス・スパイスのバービー風の似顔絵が登場するミュージック・ビデオが6月23日に公開された。「バービー・ワールド」はBillboard Hot 100で初登場7位、全英シングルチャートで最高5位を記録した、アクアにとっては「愛しのバービー・ガール」以来の全米トップ10ヒットになった。
イギリスの歌手のチャーリー・XCXは6月29日に「スピード・ドライヴ」を発表し、サウンドトラックの3枚目のシングルとして6月30日にイタリアのラジオで配信された。この曲は全英シングルチャートで19位を記録した。7月6日、韓国のガールズグループであるFIFTY FIFTYがアメリカ人ラッパーのカーリーが参加するサウンドトラックの3枚目のプロモーショナル・シングル「Barbie Dreams」を公開した。
7月6日、アメリカ人歌手のビリー・アイリッシュがサウンドトラックの1人目のサプライズ・アーティストであることが明らかにされた。同日、アイリッシュは自身の曲「ホワット・ワズ・アイ・メイド・フォー?」とそれに付随するミュージック・ビデオがサウンドトラックの4枚目のシングルとして7月13日に公開されると告知した。アイリッシュは7月12日のツイートでこのシングルのミュージック・ビデオの予告編を公開した。「ホワット・ワズ・アイ・メイド・フォー?」はBillboard Hot 100で最高18位、全英シングルチャートで2位を記録した。
7月10日、サウンドトラックの2人目のサプライズ・アーティストがイギリス人歌手のサム・スミスであることが明らかとなった。彼の曲「マン・アイ・アム」は7月21日に4枚目のプロモーショナル・シングルしとてアルバムと同時に発表され、全英シングルチャートで最高58位を記録した。
7月28日、アメリカ人歌手のエイバ・マックスの「チューズ・ユア・ファイター」はサウンドトラックからの5枚目のシングルとしてイタリアのラジオで配信され、全英シングルチャートで90位を記録した。

### Best Weekend Ever Edition
サウンドトラックの発売と同日、インディゴ・ガールズの「Closer to Fine」をブランディ・カーライルとキャサリン・カーライルがカバーしたものと and her wife Catherine Carlile and a cover of マッチボックス・トゥエンティの「プッシュ」をライアン・ゴズリングがカバーしたものがサウンドトラックのデラックス版『Best Weekend Ever Edition』の一部として公開された。

## 批評家の反応
| 専門評論家によるレビュー       | 専門評論家によるレビュー |
| 総スコア                       | 総スコア                 |
| 出典                           | 評価                     |
| ------------------------------ | ------------------------ |
| AnyDecentMusic?                | 6.0/10                   |
| Metacritic                     | 65/100                   |
| レビュー・スコア               |                          |
| 出典                           | 評価                     |
| Beats Per Minute               | 58%                      |
| ガーディアン                   | [ 49 ]                   |
| インデペンデント               | [ 50 ]                   |
| The Line of Best Fit           | 7/10                     |
| NME                            | [ 52 ]                   |
| オブザーバー                   | [ 53 ]                   |
| ペースト                       | 7.5/10                   |
| ピッチフォーク                 | 5.4/10                   |
| ローリング・ストーンUK         | [ 56 ]                   |
| シドニー・モーニング・ヘラルド | [ 57 ]                   |

『バービー・ザ・アルバム』はMetacriticでは12件の批評に基づいて加重平均値は66/100と示された。多くの批評家はアルバのサウンドの多様性を指摘した。『APニュース』のジム・ポロックは「最初から最後まで楽しめる、折衷的なサウンドトラック」と評した。彼はまた「このサウンドトラックが上手くいったのは貢献者たちが課題を理解していたからだ。彼らは一体となって、少なくとも求められる以上に優れた楽曲のドリームハウスを作り上げた。映画的な要素としても、独立した楽曲としても成功している。その結果、一世代前の名作『サタデー・ナイト・フィーバー』へのダンサブルなブックエンドとして相応しくなった一方でアルバムの一貫性の無さを指摘する批評家も存在した。『インデペンデント』紙のアダム・ホアワイトはサウンドトラックを「不規則」と評し、ハイムの「ホーム」やビリー・アイリッシュの「ホワット・ワズ・アイ・メイド・フォー?」のようなトラックは「誕生パーティを台無しにするために現れたネガティブ・ナンシーのペアのように、少し耳障りに感じる」と指摘した。
批評家の中にはこれは商業的な活動であり、芸術的なものでは無いと指摘する者もいた。『ガーディアン』紙のシャード・ドゥスーザはこのプロジェクトに「アートと広告の融合」を見出し、「打ち勝つべきチャート、到達すべき目標、そしてもちろん売るべき人形が存在することを明らかにした」と評し、PCミュージックのトップであり、ビヨンセのコラボレーターであるA・G・クックのような人物ならガーウィグが自身の映画でやったとされること、つまりメインストリームの芸術に自己言及的で実存主義的な哀愁をもたらすことをアルバムのために行うことができたかもしれない」と考えた。ドゥスーザはまた「ワーナー・ミュージック・グループと契約している多くのポップ・Aリスター（デュア・リパ、リゾ、チャーリー・XCX）やCリスターの一部（ゲイル、エイバ・マックス）にとってかなり良い宣伝になった」と指摘した。
否定的な評はアルバムにいくつかの弱点があると指摘した。『ピッチフォーク』のキャット・チャンはピンクパンサレスの「エンジェル」やデュア・リパの「ダンス・ザ・ナイト」のような「いくつかのキュートな選曲」と「他のバービーの選曲よりも賢い」チャーリー・XCXの「スピード・ドライヴ」以外について「このような投げ売り商品はほとんど棚に並べておくべきだ」と評した。『ローリング・ストーン』のトーマス・ミアーはカリードの「シルヴァー・プラッター」とザ・キッド・ラロイの「フォーエヴァー&アゲイン」が「レコードの中で場違いな感じがしたし、LPのケンダム部分を引き立たせるものではなかった」と評した。『デイリー・ビースト』のマデリン・ロスは「いくつかの壊れた邪魔者のおかげで期待したほど優れているわけでも洗練されているわけでもないが、バービーの夏が盛り上がるにつれて楽しめることが沢山ある」と評した。『NME』のアレックス・リゴッティは「サウンドトラックには素晴らしい高揚感と悲惨な低揚感があるが、バービーランドは薔薇色ばかりではない」と評した。
『A.V.クラブ』の映画評においてコートニー・ハワードは「マーク・ロンソンとアンドリュー・ワイアットのポップなサウンドスケープはバービーランドの人造的な雰囲気を強化しているが、明確に感動的な瞬間を捉えるためのビリー・アイリッシュのバラード『ホワット・ワズ・アイ・メイド・フォー?』からの音楽的テーマをブレンドすることで彼らはリアルワールドに完璧に針を通した」と述べた。

## 商業成績
イギリスではオフィシャル・コンピレーション・チャートで初登場1位となり、またシングルチャートでは6曲がトップ40入りを果たした。またシングルチャートのトップ5に3曲が同時にランクインした史上初のサウンドトラック・アルバムとなった（3位の「ホワット・ワズ・アイ・メイド・フォー?」、4位の「ダンス・ザ・ナイト」、5位の「バービー・ワールド」）。

## トラックリスト
| #         | タイトル                                                                  | 作詞・作曲 | プロデューサー                                        | 時間  |
| --------- | ------------------------------------------------------------------------- | --- | ----------------------------------------------------- | ----- |
| 1.        | 「ピンク」(リゾ)                                                          | アンドリュー・ワイアット （ 英語版 ） エリック・バートン・フレデリック （ 英語版 ） マーク・ロンソン メリッサ・ヴィヴィアン・ジェファーソン | ワイアット ロンソン リッキー・リード （ 英語版 ）     | 2:23  |
| 2.        | 「ダンス・ザ・ナイト」(デュア・リパ)                                      | ロンソン ワイアット キャロライン・エイリン （ 英語版 ） デュア・リパ | ワイアット ロンソン ピカード・ブラザース （ 英語版 ） | 2:56  |
| 3.        | 「バービー・ワールド」(ニッキー・ミナージュ&アイス・スパイス with アクア) | エフレム・ルイス・ロペス・ジュニア ジョニー・ペダーセン カーステン・ダールガード リーナ・ニューストロン アイシス・ガストン クラウス・ノリーン （ 英語版 ） オニーカ・マラージ レネー・ディフ （ 英語版 ） ソレン・ラステッド （ 英語版 ） | ライオットUSA                                         | 1:49  |
| 4.        | 「スピード・ドライヴ」(チャーリー・XCX)                                   | シャーロット・エイチスン デヴィッド・ジェームズ・パーカー （ 英語版 ） イージーファン （ 英語版 ） エワート・エヴァートン・ブラウン （ 英語版 ） ファビアン・ピーター・トーション ヨアキム・フランズ・オールンド （ 英語版 ） クラス・フランズ・オールンド （ 英語版 ） マイケル・チャップマン （ 英語版 ） ニッキー・チン （ 英語版 ） パトリック・クヌート・アーヴェ （ 英語版 ） シルヴィア・ロビンソン トロイ・ラミ | イージーファン                                        | 1:57  |
| 5.        | 「ワタティ」(カロルG featuring アルド・ランクス)                          | アルド・ヴァルガス （ 英語版 ） カロリーナ・ジラルド・ナヴァロ ダニエル・オヴィエド | オヴィ・オン・ザ・ドラムス                            | 2:46  |
| 6.        | 「マン・アイ・アム」(サム・スミス)                                        | フレデリック ロンソン サム・スミス | ロンソン リッキー・リード                             | 3:07  |
| 7.        | 「ジャーニー・トゥ・ザ・リアル・ワールド」(テーム・インパラ)              | ケヴィン・パーカー | パーカー                                              | 1:27  |
| 8.        | 「アイム・ジャスト・ケン」(ライアン・ゴズリング)                          | ワイアット ロンソン | ワイアット ロンソン                                   | 3:42  |
| 9.        | 「ヘイ・ブロンディ」(ドミニク・ファイク)                                  | ドミニク・ファイク ヘンリー・クワピス ロンソン ライアン・レイモンド・レインズ | ロンソン                                              | 2:21  |
| 10.       | 「ホーム」(ハイム)                                                        | アラナ・ハイム ダニエル・ハイム エスティ・ハイム ロスタム・バトマングリ | D・ハイム ロスタム                                    | 3:46  |
| 11.       | 「ホワット・ワズ・アイ・メイド・フォー?」(ビリー・アイリッシュ)           | ビリー・アイリッシュ・オコネル フィニアス・オコネル | ワイアット フィニアス ロンソン                        | 3:42  |
| 12.       | 「フォーエヴァー&アゲイン」(ザ・キッド・ラロイ)                           | アンドリュー・ワット （ 英語版 ） ビリー・ウォルシュ チャールトン・ハワード ルイス・ベル （ 英語版 ） | ワット ベル                                           | 2:19  |
| 13.       | 「シルヴァー・プラッター」(カリード)                                      | チェイス・ウォレル デニス・コシアク ジェイソン・ケルナー カリード・ロビンソン | ウォレル コシアク ケルナー                            | 2:45  |
| 14.       | 「エンジェル」(ピンクパンサレス)                                          | ブラッドポップ （ 英語版 ） カウント・バルドー ピンクパンサレス | ブラッドポップ カウント・バルドー ピンクパンサレス    | 2:03  |
| 15.       | 「バタフライズ」(ゲイル)                                                  | アンソニー・キーディス ブレット・マズール （ 英語版 ） チャド・スミス ゲイル （ 英語版 ） ジョン・フルシアンテ マイケル・バルザリー リード・ベリン セス・ビンザー （ 英語版 ） | ベリン                                                | 2:16  |
| 16.       | 「チューズ・ユア・ファイター」(エイバ・マックス)                          | アマンダ・エイバ・コチ マディソン・ラヴ マイケル・ポラック （ 英語版 ） | サークット                                            | 2:17  |
| 17.       | 「Barbie Dreams」(FIFTY FIFTY featuring カーリー)                         | ファング （ 英語版 ） ジェームズ・ハリス ジャネット・ジャクソン ジェイバッハ カリーヤ・アシュレイ・ロス （ 英語版 ） マーク・レイモンド・アーネスト・シブリー マイク・カレン （ 英語版 ） ネイサン・カニンガム ニコラス・ジェームズ・ウィリアムズ ランダル・ハマーズ テリー・ルイス トラメイン・ウィンフリー （ 英語版 ）                                                                                               | スペース・プライメイツ                                | 2:29  |
| 合計時間: | 合計時間:                                                                 | 合計時間: | 合計時間:                                             | 44:05 |

| #         | タイトル                                                          | 作詞                                                          | 作曲・編曲                                                    | プロデューサー                                          | 時間 |
| --------- | ----------------------------------------------------------------- | ------------------------------------------------------------- | ------------------------------------------------------------- | ------------------------------------------------------- | ---- |
| 18.       | 「Push」(ライアン・ゴズリング)                                    | マット・サーレティック （ 英語版 ） ロブ・トーマス            | マット・サーレティック （ 英語版 ） ロブ・トーマス            | ワイアット ジョージ・ドラクリアス （ 英語版 ） ロンソン | 3:23 |
| 19.       | 「Closer to Fine」(ブランディ・カーライル&キャサリン・カーライル) | エイミー・レイ （ 英語版 ） エミリー・サリアーズ （ 英語版 ） | エイミー・レイ （ 英語版 ） エミリー・サリアーズ （ 英語版 ） | ブランディ・カーライル                                  | 5:52 |
| 合計時間: | 合計時間:                                                         | 合計時間:                                                     | 53:31                                                         |                                                         |      |

備考
- 「バービー・ワールド」はソレン・ラステッド（英語版）とクラウス・ノリーン（英語版）とレネー・ディフ（英語版）とリーナ・ニューストロンが作曲し、アクアが歌った「愛しのバービー・ガール」がサンプリングされている。
- 「スピード・ドライヴ」にはマイケル・チャップマン（英語版）とニッキー・チン（英語版）作曲の「Mickey」とクラス・オールンド（英語版）、ヨアキム・オールンド（英語版）、パトリック・アーヴェ（英語版）、エワート・ブラウン（英語版）、ファビアン・トーション、トロイ・ラミ、ポール・ロタ、デヴィッド・ジェームズ・パーカー（英語版）、シルヴィア・ロビンソン作曲の「Cobrastyle」が挿入されている。
- 「ワタティ」（"Watati"）は全て大文字で表記されており、また初回盤レコードの裏表紙では「Watiti」とスペルミスされている。
- 「バタフライズ」（"Butterflies"）は全て小文字で表記され、「プリティ・リトル・ディッティ（英語版）」をサンプリングしたセス・ビンザー（英語版）、アンソニー・キーディス、フリー、ジョン・フルシアンテ、チャド・スミス作曲の「バタフライ（英語版）」が挿入されている。
- 「Barbie Dreams」にはジャネット・ジャクソン、ジェームズ・ジャムとテリー・ルイス、レーン・エリゾンド・ジュニア（英語版）作曲の「トゥゲザー・アゲイン」が挿入されている。
- 「Push（英語版）」はマッチボックス・トゥエンティの曲のカバーである。
- 「Closer to Fine」はインディゴ・ガールズ（英語版）の曲のカバーである。

## パーソネル
クレジットはCDのライナーノーツによる。
- マーク・ロンソン - サウンドトラックアルバムプロデューサー、ベース（1、8-9）、ギター（1-2）、シンセ（1、8-9）、オーケストラアレンジメント（1、11）、フェンダー・ローズ（トラック2）、アディショナルプロダクション（トラック11）
- ケヴィン・ウィーヴァー - サウンドトラックアルバムプロデューサー、ピアノ（トラック1）、シンセ（トラック1）、オーケストラアレンジメント（トラック1）
- ブランドン・デイヴィス - サウンドトラックアルバムプロデューサー
- グレタ・ガーウィグ - サウンドトラックアルバムエグゼクティブプロデューサー
- ジョージ・ドラクリアス - サウンドトラックアルバムエグゼクティブプロデューサー
- ブランドン・クリード - サウンドトラックアルバム共同プロデューサー
- ジョゼフ・ホーリー - サウンドトラックアルバム共同プロデューサー
- ランディ・メリル（英語版） - マスタリング
- クエストラヴ（英語版） - ドラム（トラック1）
- アーロン・ドレイパー - パーカッション（トラック1）
- アンドリュー・ワイアット - ピアノ（トラック1）、シンセ（1-2、8）、ベース（トラック2）、バックヴォーカル（トラック8）、合唱アレンジメント（トラック8）、アディショナルプロダクション（トラック11）、オーケストラルアレンジメント（トラック11）
- デイヴ・ガイ（英語版） - トランペット（トラック1）
- マイケル・レオンハート（英語版） - トランペット（トラック1）
- レイ・メイソン - トロンボーン（トラック1）
- イアン・ヘンドリクソン＝スミス（英語版） - サクソフォーン（トラック1）
- MJ・バックリー - サクソフォーン（トラック1）
- リッキー・リード - ドラムプログラミング（1、6）、モーグベース（英語版）（トラック1）、ピアノ（トラック6）、シンセ（トラック6）、ギター（トラック6）
- マット・ダンクリー - オーケストラルアレンジメント（トラック1、8）
- ダニエル・エスコバー - エンジニアリング（トラック1）
- イーサン・シューメーカー - エンジニアリング（1、6）
- イェンス・ユングクルト - エンジニアリング（トラック1）
- マニー・マロキン - ミキシング（1、4、6、10、12）
- マンハッタン・センター・オーケストラ - オーケストラ（1-2、8）
- キャメロン・ガワー＝プール - ヴォーカルプロダクション（トラック2）、エンジニアリング（トラック2）
- キャロライン・アイリン - バックヴォーカル（トラック2）
- ピカード・ブラザーズ - キーボード（トラック2）、プログラミング（トラック2）、アディショナルプロダクション（トラック8）
- ブランドン・ボスト - プログラミング（2、8）、エンジニアリング（2、8-9）
- ジェイク・ファーガソン - アシスタントエンジニアリング（2、8-9）
- シェルバン・ゲネア - ミキシング（2-3、16）
- ブライス・ボードーン - アシスタントミックスエンジニアリング（2-3、16）
- オーブリー・"ビッグ・ジュース"・ドレーヌ - アディショナルプロダクション（トラック3）、ニッキー・ミナージュのヴォーカルエンジニア（トラック3）
- ロブ・キネルスキー（英語版） - ミキシング（5、11）
- イーライ・ハイスラー - アシスタントミキシング（5、11）
- デイヴ・オドラム（英語版） - サム・スミスのヴォーカルエンジニア（トラック6）
- ケヴィン・パーカー - レコーディング（トラック7）、ミキシング（トラック7）
- スラッシュ - リードギター（トラック8）、リズムギター（トラック8）
- ウルフギャング・ヴァン・ヘイレン - リズムギター（トラック8）
- ジョッシュ・フリース（英語版） - ドラム（トラック8）
- マイク・リチウティ - ピアノ（トラック8）
- ロジャー・マニング - シンセ（トラック8）
- ジェフ・フォスター（英語版） - 男性合唱レコーディングエンジニア（トラック8）
- ピーター・コビン（英語版） - スコアリングエンジニア（トラック8）、女性合唱（トラック8）
- カースティ・ウォーリー - スコアリングエンジニア（トラック8）、女性合唱（トラック8）
- ダニエル・ヘイデン - Pro Toolsレコーディング（トラック8）
- アレックス・ベンゲル - USAオーケストラレコーディング（トラック8）、ピアノレコーディングエンジニアリング（トラック8）
- ベン・パリー（英語版） - 合唱指揮者（トラック8）
- リッキー・ダミアン - エンジニアリング（トラック8）
- マイク・クリンク（英語版） - スラッシュレコーディング（トラック8）
- トム・エルムハースト（英語版） - ミキシング（8-9）
- アダム・ホン - エンジニア・フォー・ミックス（8-9）
- アビー・ロード・スタジオ・オーケストラ - オーケストラ（トラック8）
- ライアン・レインズ - 共同プロダクション（トラック9）、ドラム（トラック9）、パーカッション（トラック9）
- ヘンリー・クワピス - 共同プロダクション（トラック9）、キーボード（トラック9）、ギター（トラック9）、プログラミング（トラック9）
- ドミニク・ファイク - ヴォーカル（トラック9）、アコースティックギター（トラック9）
- ジョン・ミュラー - エンジニアリング（トラック9）
- ダニ・ペレス - アシスタントエンジニアリング（トラック9）
- エスティ・ハイム - ヴォーカル（トラック10）、ベース（トラック10）
- アラナ・ハイム - ヴォーカル（トラック10）、ギター（トラック10）
- ロスタム・バトマングリ - ドラムプログラミング（トラック10）、シンセベース（トラック10）、ピアノ（トラック10）、シンセ（トラック10）、12弦ギター（トラック10）、ストリングアレンジメント（トラック10）、エンジニアリング（トラック10）
- ゲイブ・ノエル - チェロ（トラック10）
- ジェイク・ハレンベック - シンセ（トラック10）
- ジョーイ・メッシーナ＝ドアニング - エンジニアリング（トラック10）
- ローレン・マルケス - エンジニアリング（トラック10）
- ニック・ノネマン - エンジニアリング（トラック10）
- ビリー・アイリッシュ - ヴォーカルプロダクション（トラック11）、エンジニアリング（トラック11）、ヴォーカル（トラック11）、シンセ（トラック11）
- フィニアス - エンジニアリング（トラック11）、ピアノ（トラック11）、シンセ（トラック11）、エレクトリックベース（トラック11）、パーカッション（トラック11）、ヴォーカルアレンジメント（トラック11）
- ルイス・ベル（英語版） - プログラミング（トラック12）
- ジェームズ・キーリー - エンジニアリング（トラック13）
- ジョン・ウィルケンソン・デリスム - ベース（トラック13）
- デニス・コシアック - ミキシング（トラック13）
- ジョニー・ブレイクウェル - ミキシング（トラック14）
- アンドリュー・グラッソ - ドラム（トラック15）
- クリス・コンドン - ドラムエンジニアリング（トラック15）、ギター（トラック15）
- ペドロ・カローニ - ミキシング（トラック15）

## チャート
| チャート (2023)                        | 最高 順位 |
| -------------------------------------- | --------- |
| オーストラリア (ARIA)                  | 1         |
| オーストリア (Ö3 Austria)              | 5         |
| ベルギー (Ultratop Flanders)           | 4         |
| ベルギー (Ultratop Wallonia)           | 3         |
| カナダ (Billboard)                     | 1         |
| チェコ (ČNS IFPI)                      | 3         |
| デンマーク (Hitlisten)                 | 14        |
| オランダ (MegaCharts)                  | 1         |
| フィンランド (Suomen virallinen lista) | 25        |
| フランス (SNEP)                        | 3         |
| ドイツ (Offizielle Top 100)            | 6         |
| ハンガリー (MAHASZ)                    | 7         |
| Icelandic Albums (Plötutíðindi)        | 13        |
| Irish Compilation Albums (OCC)         | 1         |
| Italian Albums (FIMI)                  | 13        |
| Japanese Digital Albums (Oricon)       | 48        |
| Lithuanian Albums (AGATA)              | 28        |
| New Zealand Albums (RMNZ)              | 1         |
| Nigerian Albums (TurnTable Top 50)     | 45        |
| ノルウェー (VG-lista)                  | 12        |
| ポーランド (ZPAV)                      | 18        |
| スペイン (PROMUSICAE)                  | 5         |
| Swedish Albums (Sverigetopplistan)     | 57        |
| スイス (Schweizer Hitparade)           | 3         |
| UK Compilation Albums (OCC)            | 1         |
| UK Soundtrack Albums (OCC)             | 1         |
| US Billboard 200                       | 2         |
| US Soundtrack Albums (Billboard)       | 1         |

## 発表史
| 地域 | 日付          | フォーマット                                       | エディション              | レーベル         | 参照          |
| ---- | ------------- | -------------------------------------------------- | ------------------------- | ---------------- | ------------- |
| 多数 | 2023年7月21日 | CD LP カセット デジタルダウンロード ストリーミング | スタンダード              | アトランティック | [ 92 ] [ 93 ] |
| 多数 | 2023年7月21日 | CD                                                 | Ken: The Album            | アトランティック | [ 94 ]        |
| 多数 | 2023年7月21日 | デジタルダウンロード ストリーミング                | Best Weekend Ever Edition | アトランティック | [ 95 ]        |
| 多数 | 2023年8月11日 | CD                                                 | Best Weekend Ever Edition | アトランティック | [ 95 ]        |
| 多数 | 2023年9月22日 | LP                                                 | 限定版再プレス            | アトランティック | [ 96 ]        |